# Alsodes pehuenche
Alsodes pehuenche – gatunek płaza bezogonowego z rodziny Alsodidae. Występuje w prowincji Mendoza w zachodniej Argentynie oraz na przyległym obszarze Chile (region Maule). Jego naturalnym środowiskiem są stałe strumienie roztopowe i stawy na łąkach w górach. Jest krytycznie zagrożony wyginięciem.